# Беатриса де Бурбон
Беатриса де Бурбон (фр. Beatrice de Bourbon; 1320-е — 23 декабря 1383, Данвиллер) — королева Чехии, графиня Люксембурга. Беатриса была младшей дочерью Людовика I де Бурбон от брака с Марией д’Авен.

## Биография
28 сентября 1330 года у чешского короля Иоганна Люксембургского умерла жена. Несмотря на то, что последние годы Иоганн провёл в разъездах, не видя жены, он повёл себя как истинный вдовец и следующие четыре года не женился. Французский король Филипп VI, желая привязать Иоганна к Франции, предложил тому вступить в брак вновь. В качестве невесты была избрана Беатриса, принадлежавшая к младшей ветви Капетингов. Правда, 29 мая 1321 года она уже была помолвлена в Париже с Филиппом (вторым сыном тарантского принца Филиппа I), но после начала переговоров с Чехией эта помолвка была расторгнута.
Свадьба Иоганна и Беатрисы состоялась в Венсенском замке в декабре 1334 года, однако из-за того, что они находились в недопустимой родственной близости, на брак пришлось испросить специального разрешения у папы Бенедикта XII, которое было дано в Авиньоне 9 января 1335 года. Согласно условиям брачного контракта, если у пары родится сын, то ему должно было бы перейти графство Люксембург и связанные с ним земли. Другие сыновья Иоганна — Карл и Иоганн Генрих — не были проинформированы об условиях этого контракта, однако им пришлось с ними смириться.
2 января 1336 года Беатриса прибыла в Чехию. Там ей пришлось столкнуться с другой франкоговорящей женщиной — женой старшего сына мужа Бланкой Валуа (на тот момент — маркграфиней Моравской). Беатрису постоянно сравнивали с Бланкой, и сравнение чаще всего было не в пользу Беатрисы; кроме того, людей обижали её холодность, изолированность и нежелание учить чешский язык. Несмотря на то, что когда у Беатрисы родился единственный сын Венцель, его назвали в честь покровителя Пржемысловичей — святого Вацлава, это не прибавило ей популярности, и когда три месяца спустя, 18 мая 1337 года, в Соборе Святого Вита состоялась её коронация как королевы Чехии, это событие не вызвало большого интереса у публики. В июне 1337 года Беатриса вернулась в Люксембург, и после этого редко посещала Чехию.
26 августа 1346 года король Иоганн Люксембургский погиб в битве при Креси. Унаследовавший корону Чехии Карл I подтвердил условия брачного контракта своего отца, и Беатриса получила навсегда земли в графстве Эно, ренту в 4 тысячи ливров (идущую от принадлежавшего её отцу графства Клермон), а также города Арлон, Марвиль и Дамвилье. Эта собственность должна была использоваться не только для её нужд, но и для образования её сына. Ей также было оставлено всё движимое имущество и доходы от шахт в Кутна-Горе.
В 1347 году Беатриса вышла замуж во второй раз — за Эда II де Грансей, детей у них не было. Вскоре она организовала помолвку сына Венцеля с уже овдовевшей 15-летней Жанной — наследницей герцога Брабанта Жана III. Четыре года спустя, 17 мая 1351 года, в Дамвилье состоялась свадьба.
Несмотря на все знаки внимания, оказанные Беатрисе, Карл затянул дело с признанием инвеституры Венцеля как графа Люксембургского аж до 1353 года, а в 1354 году ранг Люксембурга был повышен до герцогства.
Беатриса умерла в 1383 году, пережив как родного сына (на 16 дней), так и всех приёмных детей.